# Beke Sámuel
Alsócsernátoni Beke Sámuel (Szilágypanit, 1800. augusztus 3. – Zilah, 1836. augusztus 14.) református lelkész.

## Élete
Atyja Beke Titusz református lelkész volt; tanulását a zilahi iskolában kezdte s innen Kolozsvárra ment, hol elvégezvén a teológiát, a gróf Bethlen-család káplánja lett Bethlenben; innét választatott 1828-ban Zilahra református lelkészül.

## Munkái
- A közönség keserve három énekben. Pataki Sámuel végső tisztességtételén 1824. évi május 9. Kolozsvár.
- A tudomány világosság. Egyházi beszéd. Uo. 1828.
- Emlékbeszédek néhai id. Zilahi ifj. Kiss Ferencz és Kiss Ferenczné végtisztességtétekre. Uo. 1832. (Salamon József beszédével együtt.)
- Sírjatok a sírókkal. Gyászbeszéd Kiss Katalin felett. Uo. 1832.
- Imádságok br. Bánffi Sarolta felett. Uo. 1834.
- Vasárnapi beszédei, kiadta Nagy Ferencz. Uo. 1837–40. két füzet. (2. kiadás. Uo. 1851.)

A Történeti Lapokban (1876. 26. sz.) Wesselényi Miklós báróhoz Zilahról 1828. decz. 24. írt levele van, melyben id. Szilágyi Ferenczet parentálja.